# Garfield - Una missione gustosa
Garfield - Una missione gustosa (The Garfield Movie) è un film d'animazione del 2024 diretto da Mark Dindal.
Basato sull'omonimo personaggio della serie a fumetti creata da Jim Davis, è il sesto adattamento cinematografico del personaggio, nonché il quarto film animato.

## Trama
Garfield è un gatto soriano obeso e sedentario che vive una vita viziata con il suo migliore amico beagle, Odie, e il loro padrone, Jon Arbuckle. Una notte, mentre prendono uno spuntino di mezzanotte, Garfield e Odie vengono rapiti da uno Shar Pei e da un whippet di nome Roland e Nolan, che li portano in un centro commerciale abbandonato come prigionieri. Garfield ed Odie vengono presto salvati dal padre separato di Garfield, Vic, che Garfield odia per averlo abbandonato in un vicolo quando era un cucciolo. Il capo dei cani, Jinx, una gatta persiana squilibrata, arriva per vendicarsi di Vic per averla abbandonata durante un furto di latte alla Lactose Farms prima che venisse catturata e imprigionata. Accetta di perdonare Vic se lui, Garfield e Odie irrompono nella Lactose Farms per rubare una grande quantità di latte come risarcimento per la sua prigionia, cosa che accettano con riluttanza, mentre Roland e Nolan li osservano da vicino.
La mattina seguente, Jon nota la scomparsa di Garfield ed Odie, ma ha difficoltà a trovare qualcuno che li aiuti a cercarli. Saltati su un treno merci per Lactose Farms, Vic tenta di legare con Garfield, ma invano perché quest'ultimo si rifiuta di interagire con lui. I tre raggiungono la fattoria, che è pesantemente sorvegliata da un avanzato sistema di sicurezza. Incontrano Otto, un toro ed ex mascotte della fattoria, che è stato cacciato dopo che qualcuno ha preso il controllo della fattoria, separandolo dalla sua ragazza mucca, Ethel. Accettano di aiutare a far uscire Ethel dalla fattoria se lui li aiuta a entrare.
Mentre si preparano per la rapina, Garfield e Vic si scontrano spesso tra loro, costringendo Odie e Otto a legare i due ad un albero. Durante un'accesa discussione, Vic rivela sconsolato che la notte in cui lo ha abbandonato, in realtà stava portando del cibo per Garfield dall'altra parte del vicolo, ma ci ha messo troppo tempo a tornare da lui. Quando finalmente lo ha fatto, lo ha visto accudito da Jon nel ristorante italiano in cui si era recato. Accettando tristemente che Jon sarebbe stato un tutore migliore di quanto avrebbe mai potuto fare lui, Vic ha deciso di lasciargli adottare Garfield e ha mantenuto le distanze da suo figlio. Dopo aver finalmente capito le circostanze, Garfield perdona suo padre. Nel frattempo, Jinx, che rivela di aver mentito sul fatto di aver lasciato andare il suo rancore verso Vic, chiama segretamente l'ufficiale addetto al controllo degli animali della fattoria, Marge Malone, per informarla dell'imminente rapina.
Il trio riesce a infiltrarsi nella fattoria e ad aggirare le pericolose attrezzature della fabbrica, ma Marge li intercetta alla fine e cattura Garfield e Odie. Vic li abbandona nonostante le suppliche del figlio, rubando il camion del latte e consegnandolo con successo a Jinx, solo per essere tradito e catturato da lei quando rivela che voleva che Vic venisse mandato al canile nello stesso modo in cui era successo a lei. Garfield e Odie, con il cuore spezzato e confusi, vengono portati al canile, dove incontrano la vecchia squadra di Vic. Tuttavia, si sono allontanati da lui da tempo poiché lasciava costantemente le loro avventure per controllare Garfield, osservandolo da lontano ogni volta che andava a trovarlo, ma Garfield si rifiuta di crederci. Jon arriva presto per salvare Garfield e Odie e li porta a casa. Tornato alla sua vita normale, Garfield trova i segni di Vic su un albero dall'altra parte della casa di cui gli avevano parlato i gatti, realizzando che Vic lo ama e lo ha lasciato al caseificio solo per tenerlo al sicuro.
Con la fiducia nel padre ristabilita, Garfield decide di tornare indietro e salvarlo, scoprendo che Jinx intende buttare Vic giù da un ponte alto da un treno. Con l'aiuto di Otto, Garfield e Odie arrivano per salvarlo, solo per fallire alla fine. Tuttavia, vedendo il genuino amore di Vic per suo figlio, Roland e Nolan si rivoltano contro Jinx. Infuriata, Jinx spinge il quartetto giù dal treno, prima di essere buttata giù da un cavalcavia. Otto fa oscillare una corda per prenderli tutti e li fa atterrare sani e salvi su una rete preparata da Odie. In seguito tornano alla fattoria con il camion del latte e portano Jinx da Marge in cambio del rilascio di Ethel, riunendola finalmente con Otto. Roland e Nolan, riformati, iniziano a lavorare come cani da guardia per Marge, mentre Jinx finisce per lavorare al servizio della comunità.
Tornato a casa di Jon, Garfield si riconcilia finalmente con Vic, che si trasferisce a vivere con il trio, diventando ufficialmente parte della vita del figlio.

## Produzione

### Sviluppo
Nel maggio 2016, sette anni dopo la scadenza della licenza della 20th Century Fox con Paws, Inc., è stato annunciato che Alcon Entertainment avrebbe sviluppato un nuovo film di Garfield animato in CGI, con la produzione di John Cohen e Steven P. Wegner, da una sceneggiatura di Mark Torgove e Paul A. Kaplan. Mark Dindal è stato annunciato come regista nel novembre 2018, con la pre-produzione che iniziò il mese successivo. Nell'agosto 2019, Viacom (ora nota come Paramount Global) ha acquisito la maggior parte dei diritti su Garfield, lasciando incerto lo stato del film all'epoca. Tuttavia, nel dicembre 2020, Dindal ha confermato che il film era ancora in produzione.

### Casting
Nel novembre 2021, Chris Pratt è stato annunciato come la voce di Garfield, con l'animazione fornita da DNEG Animation, Alcon e Columbia Pictures in coproduzione, mentre Sony Pictures manterrà i diritti di distribuzione globale del film, ad eccezione della Cina. È stato anche annunciato che David Reynolds scriverà la sceneggiatura, riunendosi con Dindal dopo aver precedentemente lavorato insieme a Le follie dell'imperatore (2000) e Chicken Little - Amici per le penne (2005) per Walt Disney Animation Studios.
Nel maggio 2022, è stato riferito che Samuel L. Jackson si è unito al film nei panni del padre di Garfield, Vic. Nell'agosto 2022, Ving Rhames, Nicholas Hoult, Hannah Waddingham e Cecily Strong sono stati aggiunti al cast. Nel novembre 2022, Brett Goldstein e Bowen Yang sono stati aggiunti al cast. Nel settembre 2023, è stato riferito che il film si sarebbe intitolato Garfield - Una missione gustosa (The Garfield Movie). Nel novembre 2023, con l'uscita del primo trailer del film, Harvey Guillén ha rivelato che avrebbe doppiato Odie.

## Promozione
Il primo teaser trailer del film è stato pubblicato il 14 novembre 2023.

## Distribuzione
Il film è stato distribuito nelle sale cinematografiche statunitensi il 24 maggio 2024 ed in quelle italiane il 1º maggio dello stesso anno.

## Accoglienza

### Incassi
Negli Stati Uniti e in Canada, nel primo weekend di proiezione ha incassato 24006629 $. Complessivamente il film ha incassato 91956547 $ in Nordamerica e 141291524 $ nel resto del mondo, per un totale di 233248071 $.

### Critica
Sul sito aggregatore di recensioni Rotten Tomatoes 137 critici esprimono un gradimento del 36% con un voto medio di 4.7 su 10. Su Metacritic, che utilizza una media ponderata, il voto medio di 29 critici è 31 su 100, indicando recensioni "generalmente sfavorevoli".